# Caspar Bröcheler
Caspar Hubert Josef Bröcheler (* 7. Oktober 1911 in Vaals, Niederlande; † 26. April 1983 in Bremen) war ein deutscher Heldenbariton niederländischer Herkunft.

## Leben
Bröchelers Eltern waren Josef Hubert Bröcheler und Hubertina Josephina Esch. Seine Stimme wurde in einem Kirchenchor entdeckt. Er absolvierte eine Ausbildung am Konservatorium in Aachen.

## Gesangsrollen und Wirkungsorte
Bröcheler war ein über Jahrzehnte national wie international gefragter Sänger.
Während des Nationalsozialismus kam er ins damalige Deutsche Reich. Seine ersten großen Erfolge erzielte er ab 1938 am Stadttheater Bremen, dessen Mitglied er bis 1980 blieb. 1942–43 gastierte er an der Hamburger Staatsoper und war neben seinem Engagement in Bremen in den Jahren 1946–69 auch ein angesehenes Mitglied dieses Opernhauses, an dem er u. a. in der Uraufführung der Oper 'Der Zerrissene' von Gottfried von Einem (17. September 1964) mitwirkte. Seit 1951 gastierte er regelmäßig an der Niederländischen Oper Amsterdam, bereits 1944 an der Wiener Staatsoper, dann auch an der Deutschen Oper in Berlin und Stuttgart, an der Oper Köln (1959) und am Brüsseler Opernhaus La Monnaie/De Munt (1963). 1955 wirkte er beim Holland Festival mit, 1960 bei den Salzburger Festspielen in der Uraufführung von Frank Martins Oratorium 'Mysterium von der Geburt des Herrn'. 1960 nahm er in Amsterdam an der Uraufführung der Oper 'Martin Korda' von Henk Badings teil. Er verlegte sich auf das Gebiet des Helden- und Charakterbaritons und sang u. a. den Scarpia in 'Tosca', den Escamillo in 'Carmen', den Tonio im 'Bajazzo', den Balstrode in 'Peter Grimes' von Benjamin Britten, den Sebastiano in 'Tiefland' von d’Albert, den Fliegenden Holländer, den Wotan im Nibelungenring, den Telramund im 'Lohengrin', den Kurwenal im 'Tristan', den Macbeth von Verdi, den Mazeppa in der gleichnamigen Oper von Tschaikowsky und den König in 'Die Kluge' von Carl Orff.

## Privates
Er war verheiratet mit der dramatischen Sopranistin Liselotte Thomamüller (1900–1988), die mit ihm zusammen am Stadttheater Bremen engagiert war. Beide organisierten nach Kriegsende in ihrem Wohnhaus in Bremen in der Straße Außer der Schleifmühle Nr. 74 erste Aufführungen; der Bremer Senat stellte hierfür alte Bunkerbänke zur Verfügung. Später fand sich eine wenigstens notdürftig bespielbare Spielstätte in einer Turnhalle in der Bremer Neustadt in der Delmestraße. Später konnte auch das Konzerthaus Die Glocke genutzt werden.
Sein Neffe John Bröcheler (* 1945) machte eine große Karriere als Bariton.

## Ehrungen
- Am 14. Januar 1977 wurde er mit der Senatsmedaille für Kunst und Wissenschaft der Freien Hansestadt Bremen ausgezeichnet zusammen mit Liselotte Thomamüller.

## Schallplattenaufnahmen / CD-Aufnahmen
- Philips (vollständige Oper 'Aus einem Totenhaus' von Leoš Janáček)
- Telefunken Liedkompositionen des Prinzen Louis Ferdinand von Preußen mit Liselotte Thomamueller, Peter Anders,  Caspar Broecheler, am Flügel: Prinz Louis Ferdinand von Preußen und Curt Koschnick
- Cantus Classics Der König von Israel  von Darius Milhaud u. a. mit Hermann Prey und Caspar Bröcheler, 2 CD

## Fernsehaufzeichnungen
- Als Bob in Die alte Jungfer und der Dieb – Tragikomische Oper in 14 Szenen von Gian Carlo Menotti am  11. November 1953.